# Denigomodu

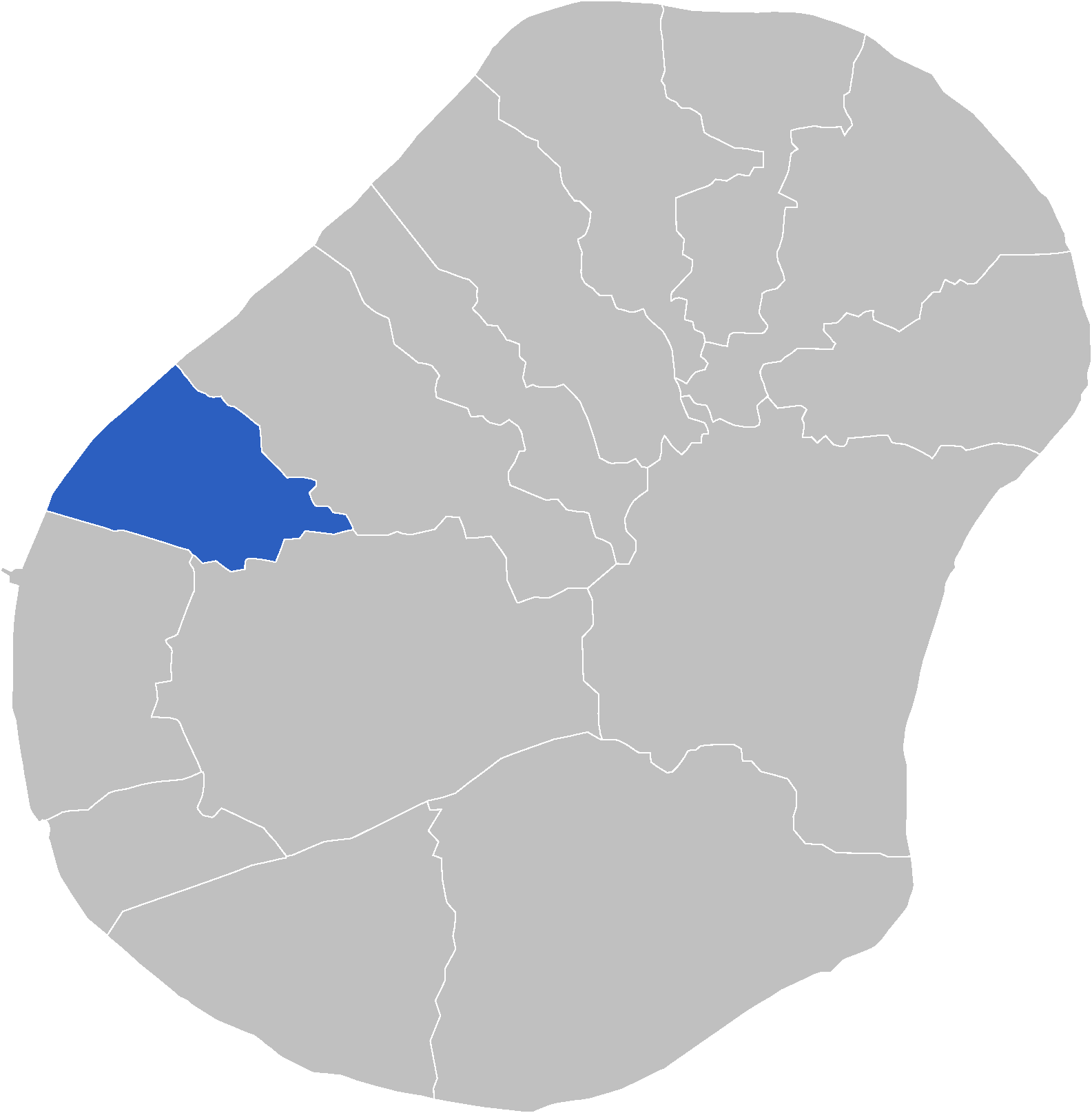
Distriktets läge på Nauru

Denigomodu är ett distrikt i landet Nauru, beläget på den västra delen av ön.
I distriktet finns boplatser för fosfatarbetarna från Nauru Phosphate Corporation.
I distriktet finns:
- Öns sjukhus
- NPC:s sjukhus
- NPC:s huvudkontor

Distriktet har en area på 0,9 km² och en befolkning på 1 700 år 2004. Distriktet utgör en del av valkretsen Ubenide.